# Cantonul Châteaudun
Cantonul Châteaudun este un canton din arondismentul Châteaudun, departamentul Eure-et-Loir, regiunea Centru, Franța.

## Comune
| Comune                | Populație (1999) | Cod poștal | Cod INSEE |
| --------------------- | ---------------- | ---------- | --------- |
| La Chapelle-du-Noyer  | 1.028            | 28200      | 28075     |
| Châteaudun            | 13.905           | 28200      | 28088     |
| Civry                 | 348              | 28200      | 28101     |
| Conie-Molitard        | 376              | 28200      | 28106     |
| Donnemain-Saint-Mamès | 644              | 28200      | 28132     |
| Jallans               | 776              | 28200      | 28198     |
| Lanneray              | 550              | 28200      | 28205     |
| Logron                | 537              | 28200      | 28211     |
| Lutz-en-Dunois        | 429              | 28200      | 28224     |
| Marboué               | 1.158            | 28200      | 28233     |
| Moléans               | 487              | 28200      | 28256     |
| Ozoir-le-Breuil       | 420              | 28200      | 28295     |
| Saint-Christophe      | 145              | 28200      | 28329     |
| Saint-Cloud-en-Dunois | 225              | 28200      | 28330     |
| Saint-Denis-les-Ponts | 1.825            | 28200      | 28334     |
| Thiville              | 352              | 28200      | 28389     |
| Villampuy             | 306              | 28200      | 28410     |